# Altes Rathaus (Husum)

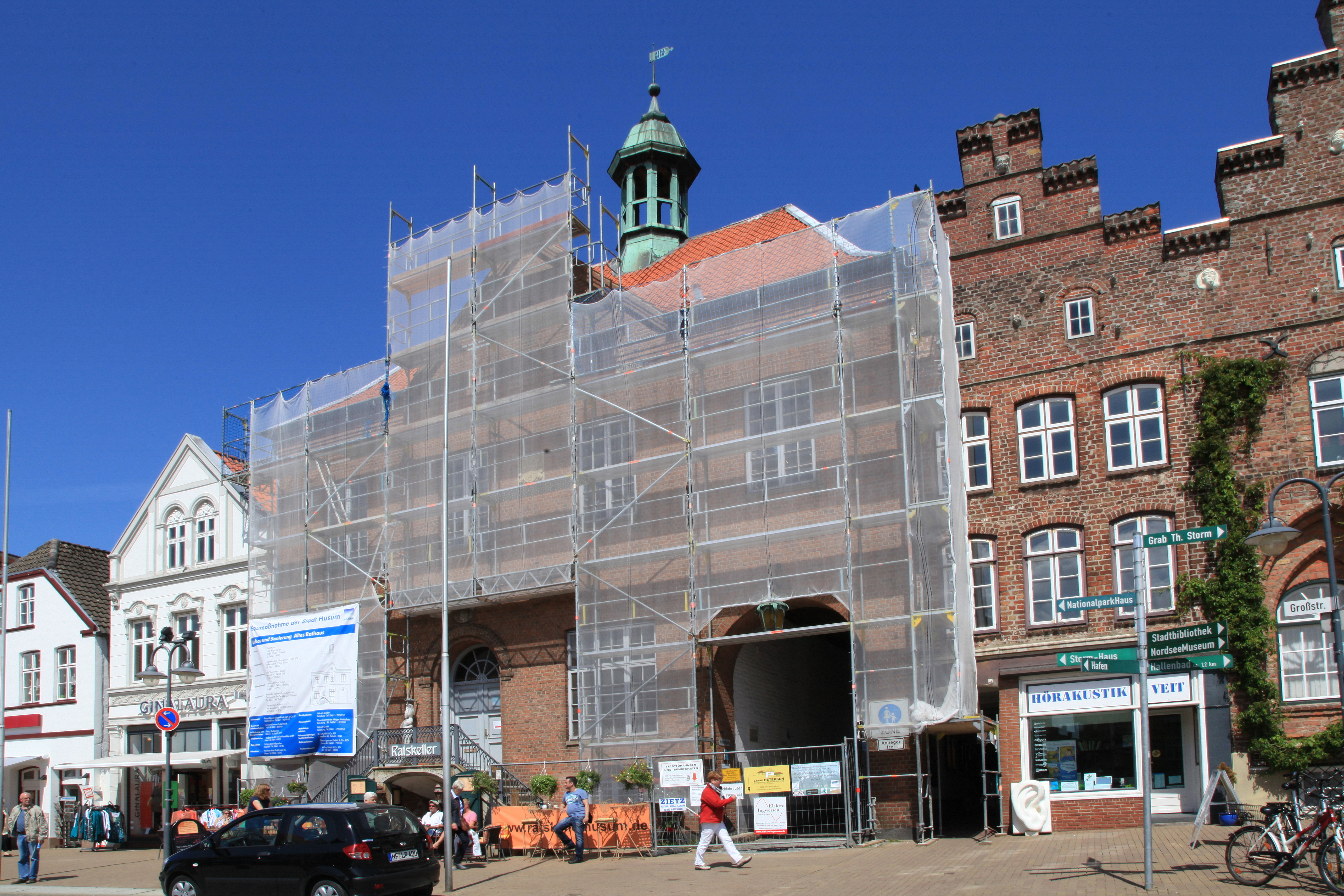
Historisches Rathaus Husum 2013

Das alte Rathaus (Historisches Rathaus Husum) steht an der Nordseite des Husumer Marktplatzes, in der Großstraße 27, und wurde im Jahr 1601 errichtet. Im Laufe der Zeit erfolgten immer wieder Umbaumaßnahmen, die den Bedürfnissen der jeweiligen Zeit angepasst wurden. Das Historische Rathaus Husum zählt zu den Kulturdenkmälern in Husum.
1970 fanden umfangreiche Fassadenrenovierungen statt, die das heutige Stadtbild am Marktplatz mitgestalten.
Das Historische Rathaus Husum, früher Sitz der Stadtverwaltung Husum, ist heute Sitz der Tourist Information Husum. Im Untergeschoss befindet sich ein Gastronomiebetrieb.